# François Mulard

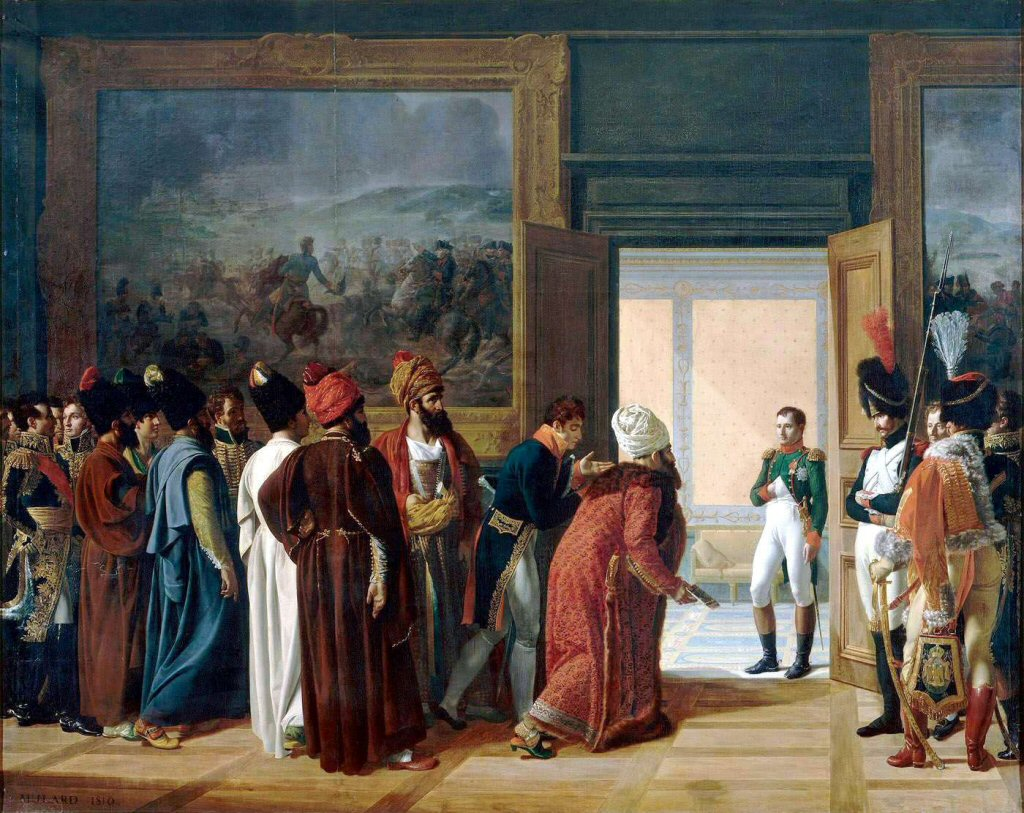
Napoléon recevant à Finkenstein l’ambassadeur de Perse. 27 avril 1807 (1810), musée national des châteaux de Versailles et de Trianon.

Henri Francois Mulard, né le 13 novembre 1769 à Paris et mort dans la même ville le 10 mai 1850, est un peintre néo-classique français.

## Biographie

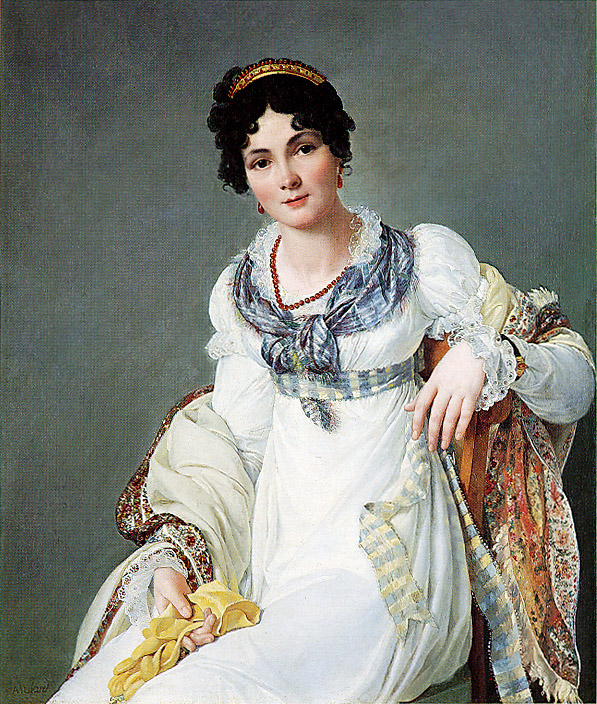
Portrait d'une dame, assise de trois-quarts, portant une robe blanche avec un châle cachemire et tenant un gant, anciennement à Fort Worth, musée d'art Kimbell, actuellement dans la collection du Tokyo Fuji Art Museum.

François Mulard est l'élève de Jacques-Louis David et est admis au concours du prix de Rome en 1799 où il obtint un second prix. Il concourt à nouveau en 1802, mais n'est pas classé.
Peintre à la Manufacture royale des Gobelins, il y enseigne le dessin en qualité de directeur du modèle vivant, les élèves travaillant chaque semaine alternativement d'après des modèles en plâtre ou des modèles vivants masculins. Il est l'auteur du tableau commémorant la rencontre entre l'envoyé Perse Mirza Mohammed Reza Qazvini avec Napoléon Ier au château de Finckenstein le 27 avril 1807.
En 1830, il est l'un des membres cofondateurs de la Société libre des beaux-arts de Paris, dont il devient le vice-président en 1832 en compagnie de son confrère Louis-Alexandre Péron (1776-1855).

## Collections publiques
En France
- Clermont-Ferrand, musée d'art Roger-Quilliot : Les Reproches d'Hector à Pâris sur sa lâcheté, 1819, huile sur toile
- Hennebont : Ex-voto
- Paris, Bibliothèque nationale de France, dessins originaux (vers 1790)pour la collection de portraits de députés éditée chez Dejabin :
  - Dufau, dessin au crayon noir
  - L'Abbé Leclerc, dessin au crayon noir
  - Benoît Régis Richond, dessin au crayon noir
  - Chevalier, dessin au crayon noir
  - De La Court d'Ambesieux, dessin au crayon noir
- Paris, École nationale supérieure des beaux-arts : Marcus Torquatus condamne son fils à mort, 1798, huile sur toile
- Musée national des châteaux de Versailles et de Trianon :
  - Le Général Bonaparte donne un sabre d'honneur au gouverneur militaire d'Alexandrie, Mohammed El Koraïm, 1808, huile sur toile
  - Napoléon recevant à Finkenstein l’ambassadeur de Perse. 27 avril 1807, 1810, huile sur toile. Commande de l'Empereur pour la salle du trône au Palais des Tuileries[4]
- Non localisé : François Ier à la Bataille de Marignan, 1817, huile sur toile. Achat par la Maison du Roi

Aux États-Unis
- Anciennement à Fort Worth, musée d'art Kimbell : Portrait d'une dame , assise de trois-quarts, portant une robe blanche avec un châle cachemire et tenant un gant, huile sur toile, localisation actuelle inconnue[5],[6]

## Salons
- 1808 : Le Général Bonaparte remet un sabre d'honneur
- 1810 : Napoléon recevant à Finkenstein l'ambassadeur de Perse le 27 avril 1807
- 1812 : Reprise de Diégo
- 1817 : François Ier à la bataille de Marignan

## Élèves
- Alexandre Schanne (1823-1887)[7]
- Hippolyte Vanderburch
- Adolphe Varin